# Кинчао (коммуна)
Кинчао (исп. Quinchao) — коммуна в Чили. Административный центр коммуны — посёлок Ачао. Население — 3452 человека (2002). Посёлок и коммуна входит в состав провинции Чилоэ и области Лос-Лагос.
Территория коммуны — 160,7 км². Численность населения — 9093 жителя (2007). Плотность населения — 56,58 чел./км².

## Расположение
Посёлок Ачао расположен на острове Чилоэ в 120 км на юго-запад от административного центра области города Пуэрто-Монт и в 21 км на восток от административного центра провинции города Кастро.
Коммуна граничит:
- на севере — c коммуной Далькауэ
- на северо-востоке — c коммуной Кемчи
- на юго-востоке — c коммуной Кастро
- на западе — c коммуной Курако-де-Велес

На западе коммуны расположен залив Анкуд.

## Демография
Согласно сведениям, собранным в ходе переписи Национальным институтом статистики, население коммуны составляет 9093 человека, из которых 4591 мужчина и 4502 женщины.
Население коммуны составляет 1,14 % от общей численности населения области Лос-Лагос. 58,82 % относится к сельскому населению и 41,18 % — городское население.